# Saikai
Saikai (Japans: 西海市, Saikai-shi) is een Japanse stad in de prefectuur Nagasaki. In 2015 telde de stad 29.099 inwoners. 

## Geschiedenis
Op 1 april 2005 werd Saikai benoemd tot stad (shi). Dit gebeurde na het samenvoegen van de toenmalige gemeente Saikai met de gemeenten Oseto (大瀬戸町), Oshima (大島町), Sakito (崎戸町) en Seihi (西彼町). 
Steden:
Goto · Hirado · Iki · Isahaya · Matsuura · Minamishimabara · Nagasaki (hoofdstad) · Omura · Saikai · Sasebo · Shimabara · Tsushima · Unzen

Districten:
Nishisonogi · Kitamatsuura · Minamimatsura · Higashisonogi

Gemeenten per district